# Pertti Laanti
Pertti Juhani Laanti, detto Pepe (Turku, 24 aprile 1939), è un ex cestista finlandese.

## Carriera
Cestista del Turun NMKY, Turun Riento e Helsingin Kisa-Toverit, ha disputato 132 partite con la maglia della Finlandia, mettendo a segno 873 punti totali.

## Palmarès
- Campionato finlandese: 2

Helsingin Kisa-Toverit: 1963-64, 1964-65
- Coppa di Finlandia: 1

Helsingin Kisa-Toverit: 1970